# Nawratilowa
Nawratilowa – skała w górnej części lewych zboczy Doliny Będkowskiej na Wyżynie Krakowsko-Częstochowskiej. Znajduje się w Grupie Łabajowej pomiędzy skałami Przedszkole i Mniszkowa, administracyjnie w granicach wsi Bębło w województwie małopolskim, w powiecie krakowskim, w gminie Wielka Wieś. Przygotowanie skały do wspinaczki odbyło się dzięki staraniom fundacji Wspinka i pracy społecznej wspinaczy, a sfinansowane zostało przez gminę Wielka Wieś. Przed skałą zamontowano tablicę informacyjną ze skałoplanem. Skała znajduje się na terenie prywatnym. Fundacja Wspinka na swojej stronie podaje warunki pod jakimi można na niej uprawiać wspinaczkę.
Jest to zbudowana z wapieni skała o wysokości 12 m i pionowych ścianach. Ma wystawę północną i znajduje się na bardzo stromym zboczu. Poprowadzono na niej 3 drogi wspinaczkowe o trudności od IV do V w skali polskiej. Jest też 6 projektów. Zamontowano stałe punkty asekuracyjne w postaci ringów (r) i stanowisk zjazdowych (stz).

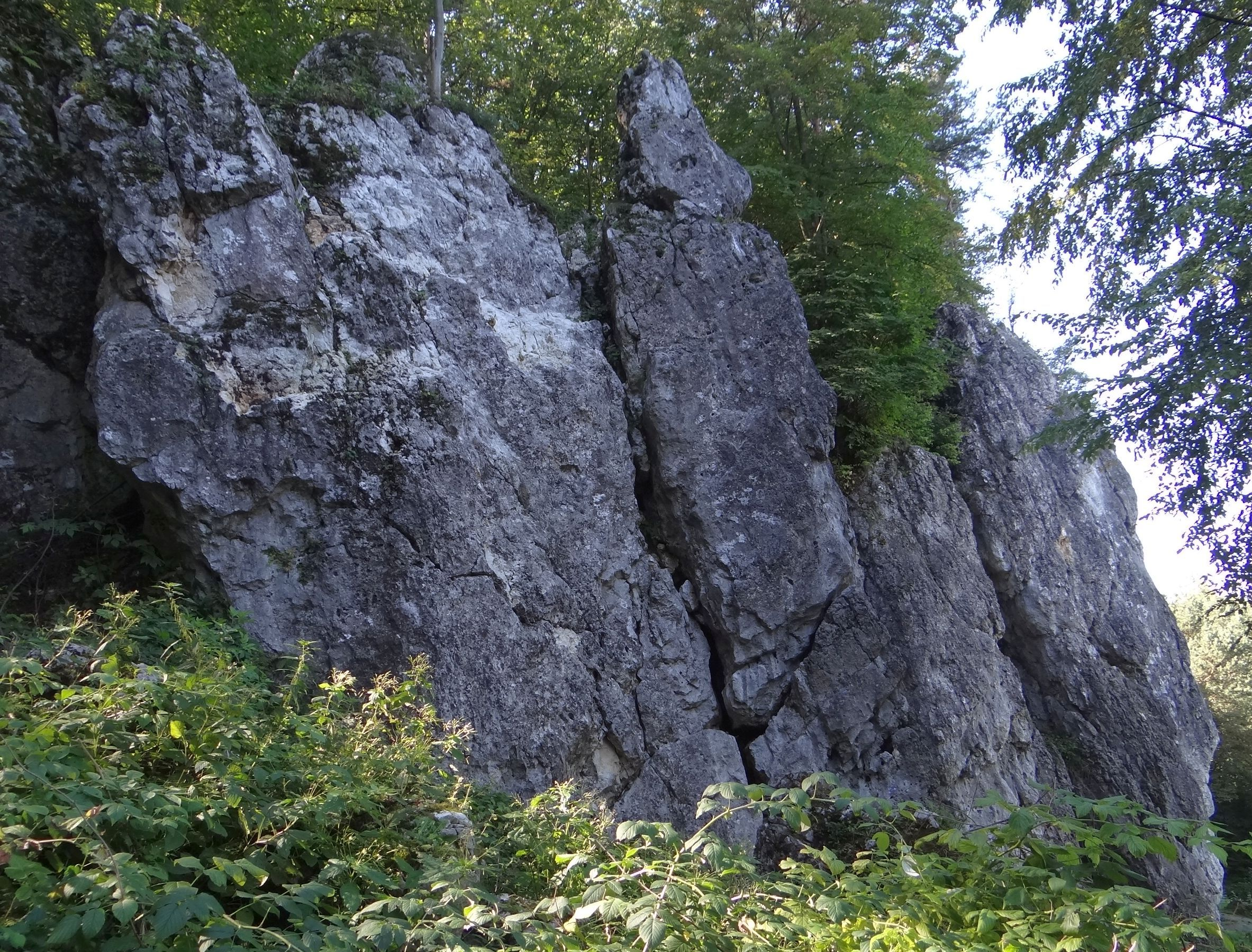
Nawratilowa i Mniszkowa
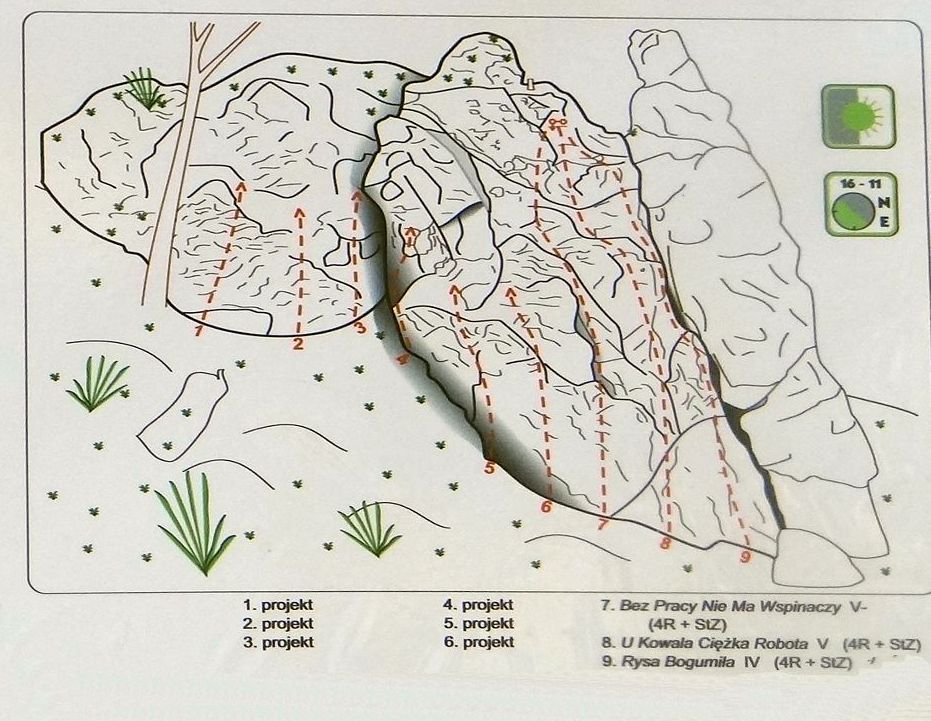
Skałoplan

1. Projekt:
2. Projekt:
3. Projekt:
4. Projekt:
5. Projekt:
6. Projekt:
7. Bez pracy nie ma wspinaczy; V-, 4r + stz
8. U kowala ciężka robota; V, 4r + stz
9. Rysa Bogumiła; IV, 4r + stz[1].